# Андріяшівська сільська територіальна громада
Андріяшівська сільська громада — територіальна громада України, в Роменському районі Сумської області. Адміністративний центр — село Андріяшівка.
Площа громади — 217,93 км², населення — 4051 мешканець (2018).
Утворена 22 грудня 2017 року шляхом об'єднання Андріївської, Андріяшівської, Василівської та Перекопівської сільських рад Роменського району.
12 червня 2020 року до громади приєднані Анастасівська, Андріївська, Артюхівська, Волошнівська, Глинська, Новогребельська, Хоминцівська та Ярошівська сільські ради Роменського району.

## Населені пункти
До складу громади входять 34 села: Анастасівка, Андріївка, Андріяшівка, Артюхівка, Братське, Бурбине, Волошнівка, Глинськ, Голінка, Губське, Гудими, Дубина, Закубанка, Залатиха, Зарудне, Лісківщина, Локня, Луценкове, Мельники, Нова Гребля, Новицьке, Новопетрівка, Перекопівка, Попівщина, Саханське, Світівщина, Сурмачівка, Холодник, Хоминці, Чеберяки, Чисте, Шумське, Якимовичі та Ярошівка.